# Rosalind Ivan
Pour les articles homonymes, voir Ivan.
Rosalind Ivan est une actrice britannique, née le 27 novembre 1880 à Londres (Angleterre), morte le 6 avril 1959 à New York (État de New York).

## Biographie
Rosalind Ivan s'établit aux États-Unis, où elle entame sa carrière d'actrice au théâtre, notamment à Broadway. Elle y débute en 1907 dans Solness le constructeur et Une maison de poupée d'Henrik Ibsen (avec Alla Nazimova et Warner Oland), jouant là jusqu'en 1942, dans des pièces principalement, mais aussi une comédie musicale.
Au cinéma, elle apparaît pour la première fois dans Arms and the Woman de George Fitzmaurice, sorti en 1916, avec Edward G. Robinson (tenant lui aussi son premier rôle à l'écran). Notons qu'elle retrouve l'acteur à Broadway, de décembre 1919 à janvier 1920, dans Les Bas-fonds de Maxime Gorki.
Après cet unique film muet, elle contribue à seulement dix-sept autres films américains, le deuxième en 1936, les quatorze suivants dans les années 1940. Mentionnons La Rue rouge de Fritz Lang (1945), où elle retrouve une nouvelle fois Edward G. Robinson, ainsi que Johnny Belinda de Jean Negulesco (1948), avec Jane Wyman et Lew Ayres. 
Relevons ici que Rosalind Ivan se produit pour la dernière fois à Broadway dans Le blé est vert d'Herman Shumlin, pièce représentée 477 fois de novembre 1940 à janvier 1942, aux côtés d'Ethel Barrymore. Elle reprend son rôle dans l'adaptation au cinéma (sous le même titre) en 1945, réalisée par Irving Rapper, avec Bette Davis remplaçant Ethel Barrymore.
Ses deux derniers films sont La Tunique d'Henry Koster (avec Richard Burton et Jean Simmons), sorti en 1953, puis La Piste des éléphants de .William Dieterle (avec Elizabeth Taylor et Dana Andrews), sorti en 1954.
À la télévision, elle se produit dans cinq séries (dont trois consacrées au théâtre), entre 1950 et 1955.

## Théâtre à Broadway (intégrale)
(comme actrice, sauf mention contraire)
- 1907 : Solness le constructeur (The Master Builder / Bygmester Solness) et Une maison de poupée (A Doll's House / Et Dukkehjem) d'Henrik Ibsen, avec Alla Nazimova, Warner Oland
- 1912 : Le Père (The Father / Fadren) d'August Strindberg, avec Warner Oland
- 1917 : Nju d'Ossip Dymow, avec Thomas Mitchell (adaptation uniquement)
- 1919-1920 : Les Bas-fonds (На дне - The Lower Depths retitrée Night Lodging) de Maxime Gorki, avec Alan Dinehart, Edward G. Robinson
- 1920 : Richard III (King Richard III) de William Shakespeare, avec John Barrymore, Helen Chandler, Reginald Denny, William Keighley
- 1927 : Les Frères Karamazov (The Brothers Karamazov), d'après le roman de Fiodor Dostoïevski, avec Morris Carnovsky, Lynn Fontanne, Alfred Lunt, Edward G. Robinson, Henry Travers (adaptation uniquement)
- 1930-1931 : The Life Line de Gretchen Damrosch, avec Shepperd Strudwick, Akim Tamiroff
- 1933-1934 : The Lake de Dorothy Massingham et Murray MacDonald, avec Blanche Bates, Lucy Beaumont, Colin Clive, Katharine Hepburn, Lionel Pape, Philip Tonge, O. Z. Whitehead
- 1938 : Once is Enough de Frederick Lonsdale, avec Ina Claire, John Williams
- 1938 : Knights of Songs, comédie musicale, musique d'Arthur Sullivan, livret de Glendon Allvine, d'après William S. Gilbert, mise en scène d'Oscar Hammerstein II, avec Nigel Bruce, Monty Woolley
- 1938-1939 : Don't Throw Glass Houses de Doris Frankel
- 1940-1942 : Le blé est vert (The Corn Is Green) d'Emlyn Williams, mise en scène d'Herman Shumlin, avec Ethel Barrymore, Mildred Dunnock, Rhys Williams

## Filmographie

### Au cinéma
- 1916 : Arms and the Woman (en) de George Fitzmaurice

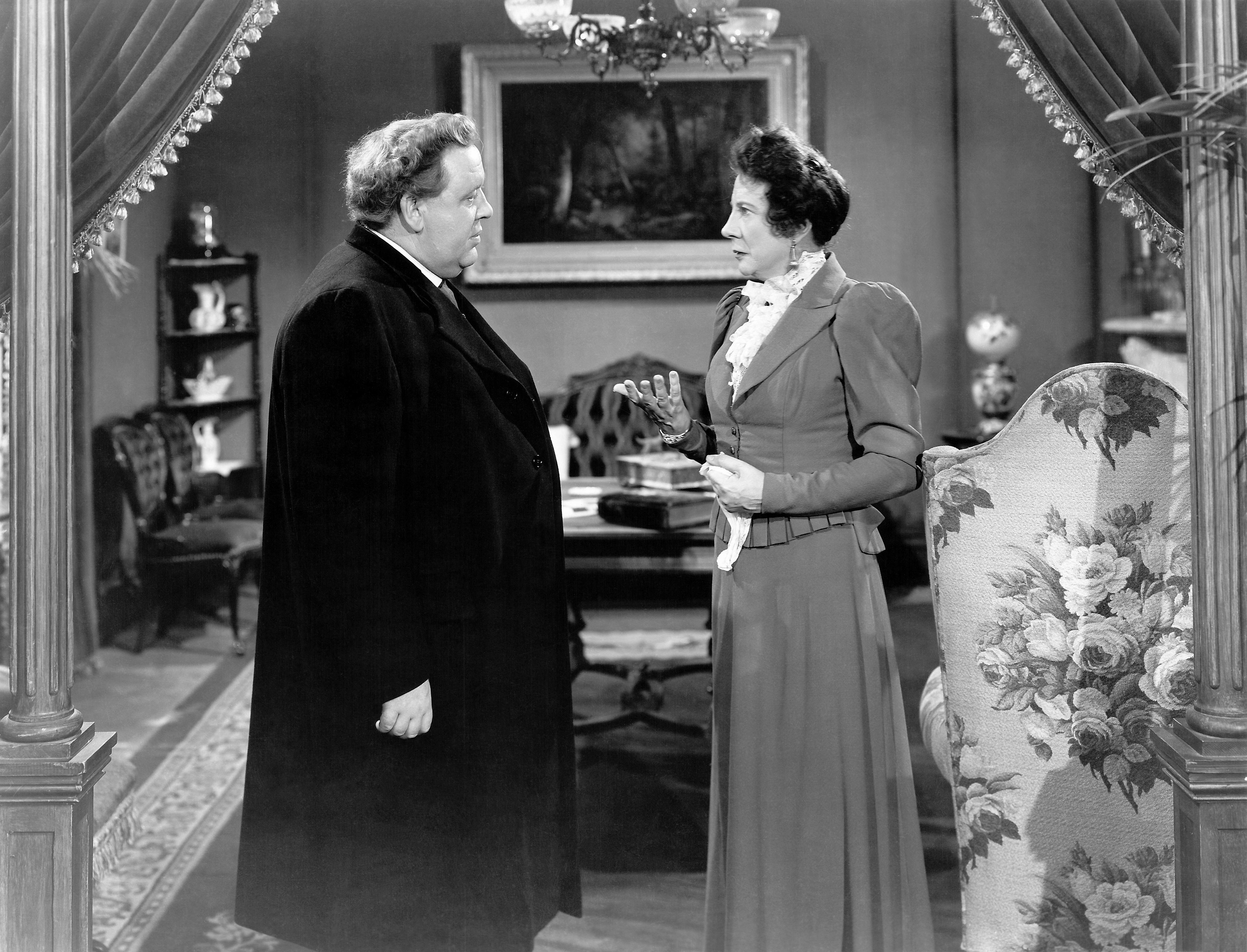
Dans Le Suspect (1944)

- 1936 : L'Affaire Garden (The Garden Murder Case) d'Edwin L. Marin
- 1941 : Ève a commencé (It Started with Eve) d'Henry Koster
- 1941 : Ici Londres (Paris Calling) d'Edwin L. Marin
- 1944 : Rien qu'un cœur solitaire (None but the Lonely Heart) de Clifford Odets
- 1944 : Le Suspect (The Suspect) de Robert Siodmak
- 1945 : Le blé est vert (The Corn Is Green) d'Irving Rapper
- 1945 : Pillow of Death de Wallace Fox
- 1945 : La Rue rouge (Scarlet Street) de Fritz Lang
- 1945 : Mission à Alger (Pursuit to Algiers) de Roy William Neill
- 1946 : Une fille perdue (That Brennan Girl) d'Alfred Santell
- 1946 : The Verdict de Don Siegel
- 1946 : Trois Étrangers (Three Strangers) de Jean Negulesco
- 1946 : Alias Mr. Twilight (en) de John Sturges
- 1947 : Le Crime de madame Lexton (Ivy) de Sam Wood
- 1948 : Johnny Belinda de Jean Negulesco
- 1953 : La Tunique (The Robe) d'Henry Koster
- 1954 : La Piste des éléphants (Elephant Walk) de William Dieterle

### À la télévision (séries)
- 1950-1951 : Lights Out (en)
  - Saison 3, épisode 1 The Idles of April (1950)
  - Saison 3, épisode 27 The Fonceville Curse (1951) de Laurence Schwab Jr.
- 1951 : The Prudential Family Playhouse (en)
  - Saison unique, épisode 10 Berkeley Square
- 1951 : Lux Video Theatre (en)
  - Saison 1, épisode 27 The Old Lady Shows Her Medals de Fielder Cook
  - Saison 2, épisode 12 No Will of His Own de Fielder Cook
- 1952 : Broadway Television Theatre (en)
  - Saison 1, épisode 20 Rebecca
- 1954 : The Web (en)
  - Saison 4, épisode 24 The Circle Closes
- 1955 : Danger (en)
  - Saison 5, épisode 19 Sign of the Vulture
- 1955 : Studio One
  - Saison 7, épisode 43 Sane as a Hatter